# Herluin de Bec
Herluin de Bec (c. 994–26 de agosto de 1078) fue un caballero normando, vasallo de Gilberto de Brionne y más tarde un monje benedictino. Fundó la Abadía de Nuestra Señora de Bec, en Normandía. Hijo de Crispin du Bec. 

## Guerrero normando
En su juventud Herluin fue un valiente caballero a quien el duque Roberto I de Normandía dio más de una muestra de estima. Sin embargo su señor feudal, Gilberto de Brionne parece que no ofrecía tan generosas muestras de afecto y pagaba mal sus servicios, por lo que empezó a cuestionarse la profesión de las armas. Fue en un momento del año 1034, en medio de un conflicto en la que tenía pocas esperanzas de sobrevivir, juró dejar la espada y convertirse en monje.

## Monje
Herluin sobrevivió y se retiró como ermitaño en sus tierras para cumplir su juramento, hacia 1041.
Con varios compañeros fundó un monasterio en Bonneville (o Burneville), donde, en 1034/1035, el duque concedió tierras a la abadía. Herluin construyó el claustro y los edificios monásticos y adoptó la Orden de San Benito. El 25 de marzo de 1034, la capilla construida por Herluin fue consagrada por Herberto, obispo de Lisieux. En 1037, Herluin fue consagrado abad. Sin embargo, Bonneville era de difícil acceso y carecía de agua. Herluin y sus hermanos decidieron marcharse y se establecieron a unas dos millas de distancia en 1039, en las orillas del río Bec, de donde la abadía toma su nombre. Herluin se retiró a este lugar con su madre y algunos compañeros, sobre los cuales presidía como superior. Se dedicaba todo el día a la construcción; la mayor parte de la noche la pasaba aprendiendo a leer y a aprenderse de memoria el salterio; su madre horneaba para los monjes, lavaba sus ropas y realizaba todos los oficios domésticos. Herluin construyó con sus propias manos la panadería del monasterio.
Por su parte Gilberto de Brionne fue un generoso benefactor de la abadía de Bec. El monasterio conoció un crecimiento importante y se funda una segunda iglesia en Le Bec-Hellouin. Guillermo el Conquistador donó a la abadía, al igual que sus hijos. Lanfranco y Anselmo de Canterbury, futuros arzobispos de Canterbury fueron alumnos de Herluin. Otros estudiantes de Herluin en la Abadía de Bec fueron el Papa Alejandro II; el arzobispo Teobaldo de Bec; Guillermo Bona Anima, Arzobispo de Ruan; Guitmund, Obispo de Aversa; Arnost, Obispo de Rochester; Turold de Brémoy, Obispo de Bayeux; Ivo de Chartres, Obispo de Chartres; Fulk de Dammartin, Obispo de Beauvais; Gilberto Crispin, abad de Westminster.
Herluin murió el 26 de agosto de 1078; a su lado estaba Roger, abad de Lessay. Su funeral fue presidido por Gilbert Fitz Osbern, obispo de Évreux. Los restos de Herluin se pueden ver hoy en la iglesia de la abadía, junto con algunos de sus documentos. Se le considera Beato y su festividad es el 26 de agosto. A menudo se le llama San Herluino, aunque nunca fue canonizado.